# 세타페디테스
세타페디테스(학명: Setapedites abundantis 세타페디테스 아분단티스[*])는 오르도비스기에 나타났던 오파콜루스과 협각류의 하나로 모로코의 페주아타 누층에서 발견되었다. 단계통이다.

## 특징

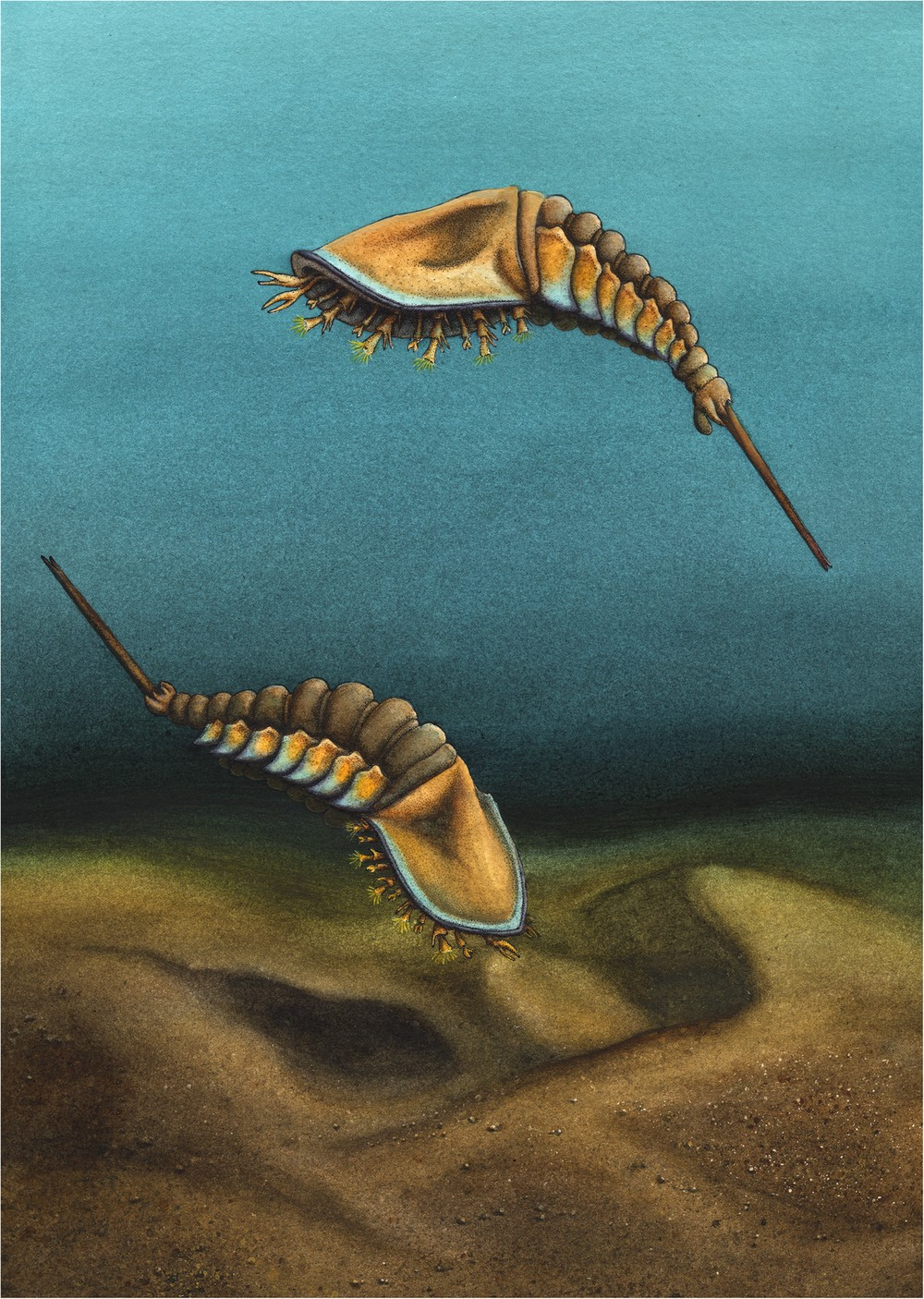
복원도

몸길이는 꼬리마디까지 포함해 6mm 정도이며, 6쌍의 다리가 달린 머리가슴과 11개의 체절을 가지고 있다. 첫 번째 다리는 길다란 협각이며 나머지 다른 다리는 이분지 구조이다. 이분지의 겉다리는 그 끝에 센털이 있어 속명의 어원(센털다리)이 되었다. 후체구는 앞배와 배로 나뉜다. 각 앞배마디마다 한 쌍의 다리가 있으며 등판에 나뭇잎 모양의 등옆판이 붙어 있으나, 제14앞배마디와 모든 배마디에는 다리가 없다. 제1앞배마디는 크고 지느러미 모양의 겉다리가 있다. 배마디들은 등옆판에서 파생된 두 쌍의 가시들과 함께 고리 모양의 구조물을 형성하는 등판과 배판이 융합되어 있다. 작고 대칭의 둥근 구조를 한 제11등판의 경우 항문낭으로 보이는 것이 보존되어 있다. 꼬리마디는 배 끝에 달려 있으며 앞배마디와 길이가 엇비슷하고, 세모꼴이다.

## 분류
세타페디테스는 길쭉한 협각과 다리의 배열과 같은 공통점을 오파콜루스와 공유하지만, 마디의 갯수는 디바스테리움에 더 가깝다. 특이하게도 항문낭과 후체구 등판의 구조 같은 몇 가지 특징이 하벨리아와도 공유되는 점이 있다. 계통 분석에 따르면 세타페디테스는 부나이아와 근연이다.

## 학명
세타페디테스의 속명을 뜻풀이하면 '센털이 달린 발'이 되며 이는 겉다리 마디 바깥에 특유의 센털을 가진 것에서 유래하였다. 종소명 abundantis는 풍부하다는 뜻으로 세타페디테스가 페주아타 누층에서 얼마나 흔한지를 의미한다.